# Hans Schöpfer il Vecchio

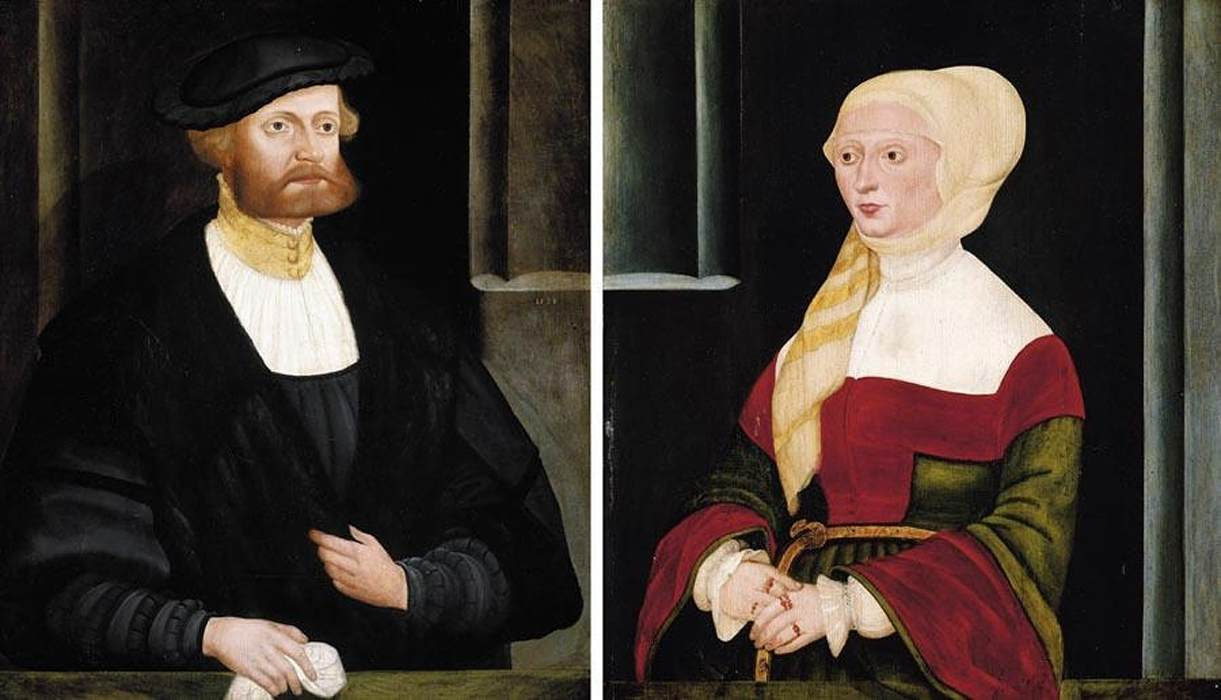
Doppio ritratto, 1538, collezione privata

Hans Schöpfer il Vecchio (1505 circa – Monaco di Baviera, 1569) è stato un pittore tedesco.

## Biografia
Nel 1520 è ricordato come apprendista nella bottega di Wolfgang Muelich a Monaco, uscendone nel 1525. Dal 1531 il suo nome è iscritto nella gilda dei pittori di Monaco, della quale divenne presidente nel 1538.
Lavorò per il duca Guglielmo IV di Baviera e dipinse una serie di ritratti delle dame della corte dell'arciduchessa Anna, moglie di Alberto V.